# Mai 1920
La guerre russo-polonaise de 1920 continue en Ukraine, Kiev est prise le 7 mai. 

## Événements
- Le général Gouraud, commandant des Forces françaises du Levant, signe un armistice provisoire pour retourner contre l’émir Fayçal qui l'attaque dans le Sud, et l'écraser.

- 1er mai :
  - France : à l’initiative de la CGT, la Fédération des cheminots tente en vain de déclencher une grève générale.
  - Première célébration du 1er mai au Japon.

- 7 mai : 
  - l'indépendance de la Géorgie est reconnue par la Russie soviétique;
  - société générale des transports aériens, créé par les frères Farman.

- 16 mai : l'Église catholique canonise Jeanne d'Arc.

- 17 mai : la compagnie aérienne néerlandaise KLM inaugure sa première ligne entre Amsterdam et Londres.

- 23 mai : 
  - une scission au sein de l’organisation nationaliste Sarekat Islam amène la création du parti communiste indonésien (PKI), le premier parti communiste d’Asie.
  - Chute de train de Paul Deschanel, le nouveau président de la République française.

- 26 mai : le pilote français A. Fronval effectue 962 loopings consécutifs.

- 27 mai : Tomáš Masaryk, président de la Première République tchécoslovaque.

- 31 mai : 
  - 500 miles d'Indianapolis;
  - le pilote britannique Herbert Hinckler relie Londres et Turin sans escale en 9 heures et 35 minutes sur un Avro 534 Baby à moteur Green de 35 ch. Hinckler reçoit le « Britannia Trophy » pour cet exploit.

## Naissances
- 2 mai : Jean-Marie Auberson, violoniste et chef d'orchestre suisse († 2004).
- 3 mai : John Lewis, pianiste de jazz américain († 29 mars 2001).
- 8 mai : Michele Sindona, banquier et criminel italien († 20 mars 1986).
- 13 mai : Vassos Lyssaridis, homme politique chypriote († 26 avril 2021).
- 15 mai :
  - Michel Audiard, scénariste et réalisateur français († 1985).
  - Nasrallah Pierre Sfeir, cardinal libanais, patriarche maronite († 2019).
- 17 mai : Raymond Gérôme, acteur et metteur en scène belge († 2002).
- 18 mai : Jean-Paul II (Karol Wojtyla), pape († 2005).
- 25 mai : Urbano Navarrete, cardinal espagnol, recteur émérite de l'Université pontificale grégorienne († 22 novembre 2010).
- 26 mai : Léon Cligman, industriel et mécène français († 15 mai 2022).
- 27 mai : Gabrielle Wittkop, écrivain français († 22 décembre 2002).
- 28 mai : Maurice Desimpelaere, coureur cycliste belge († 30 janvier 2005).
- 31 mai : Lawrence Dickson, aviateur américain († 23 décembre 1944).

## Décès
- 16 mai : José Gómez Ortega dit « Joselito » ou encore « Gallito », matador espagnol (° 8 mai 1895).